# Glossanodon pseudolineatus
Glossanodon pseudolineatus és una espècie de peix pertanyent a la família dels argentínids.

## Descripció
- Pot arribar a fer 8 cm de llargària màxima.[5][6]

## Hàbitat
És un peix marí, demersal i de clima tropical que viu entre 150 i 156 m de fondària.

## Distribució geogràfica
Es troba a les aigües tropicals del talús continental de l'oest d'Austràlia.

## Observacions
És inofensiu per als humans.